# Coati à nez blanc
Nasua narica
Espèce
Statut de conservation UICN

 LC  : Préoccupation mineure
Statut CITES
Le coati à nez blanc ou coati brun est une espèce de mammifères omnivores de la famille des Procyonidae qui fait partie de l'ordre des carnivores (Carnivora). On rencontre ce coati principalement en Amérique centrale.

## Dénominations
- Nom scientifique valide : Nasua narica  (Linnaeus, 1766)[1],
- Noms vulgaires (vulgarisation scientifique) : Coati à nez blanc[2], Coati à museau blanc[3], Coati brun[4],[2],[3],
- Noms vernaculaires (langage courant), pouvant désigner éventuellement d'autres espèces : coati[3].
- Synonymes scientifiques :
  - Nasua nelsoni Merriam, 1901

## Description

### Morphologie
Le coati à nez blanc a le gabarit d'un gros chat ; il pèse 3,7 kg en moyenne. Il porte une longue queue annelée qui représente plus de la moitié de sa taille globale. La truffe de son long nez est mobile et lui sert à fouiller. Sa fourrure est assez épaisse et rêche au toucher, avec un sous-poil plus clair. Les marques blanc laiteux qui le distinguent des autres coatis sont présentes autour du nez, mais aussi des yeux (comme des lunettes). Par ailleurs, de petits cercles de même couleur marquent ses joues. Son poitrail est également clair, de même que son ventre. Le reste du corps est brun-roux sur le dessus, les pattes et les côtés étant noir mêlé de blanc. Ses yeux sont noirs et vifs. Il possède 4 canines longues et acérées. Ses pattes sont armées de griffes non rétractiles qui lui servent à grimper aux arbres et gratter le sol.

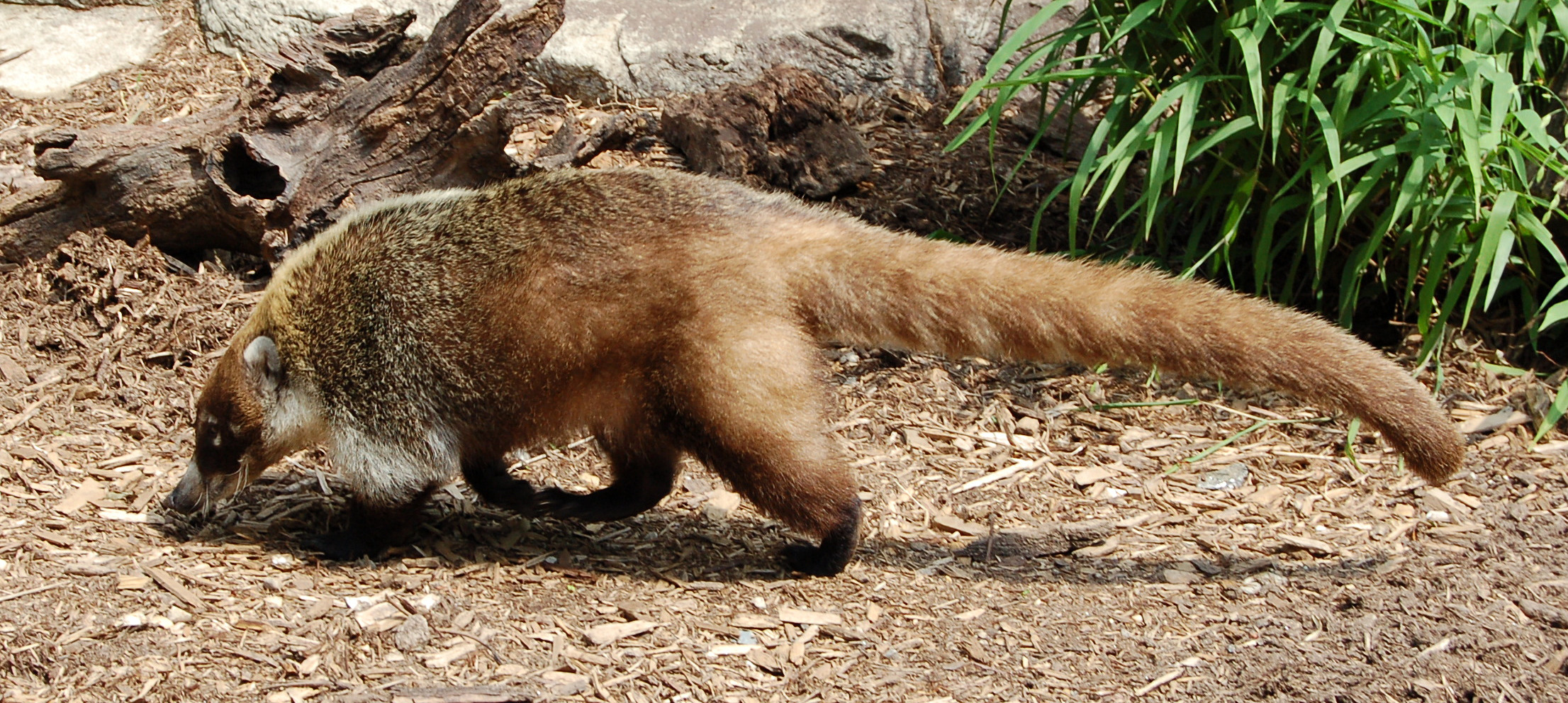
Nasua narica adulte
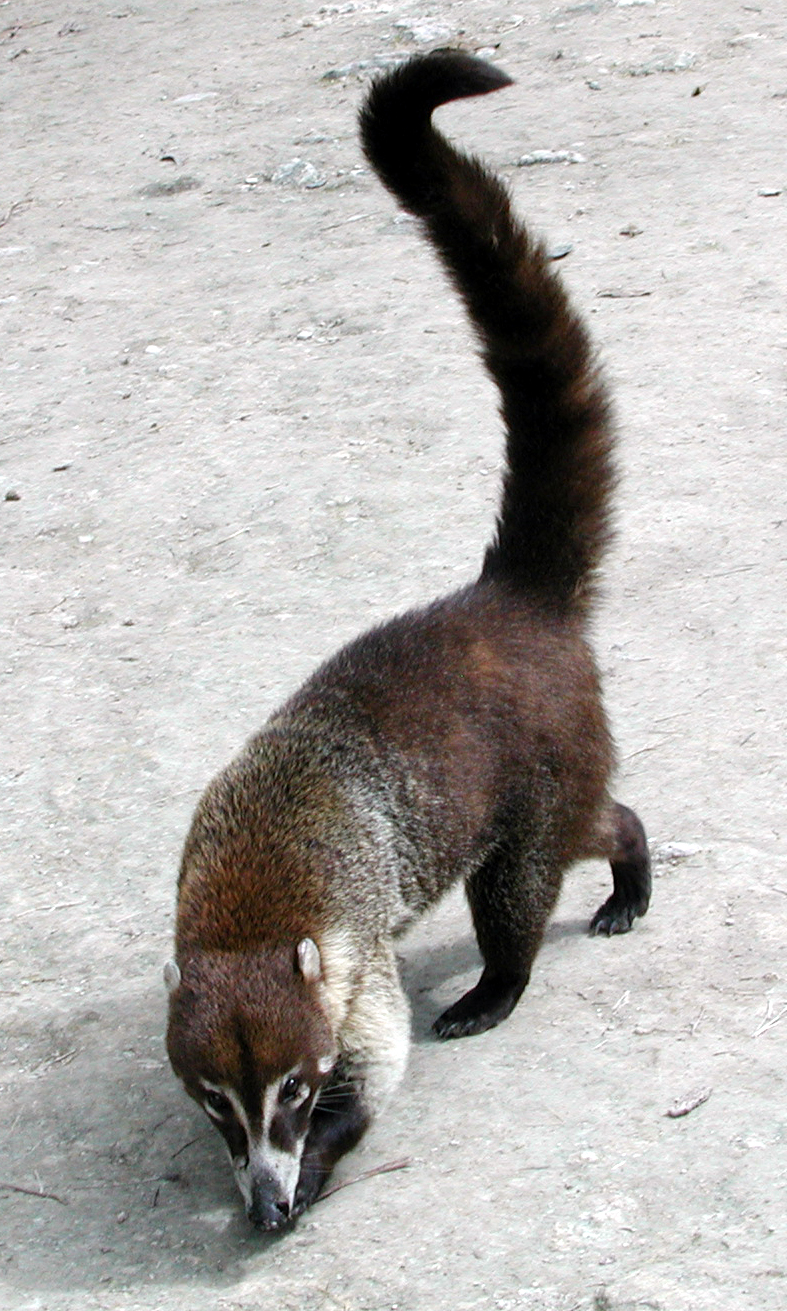
idem
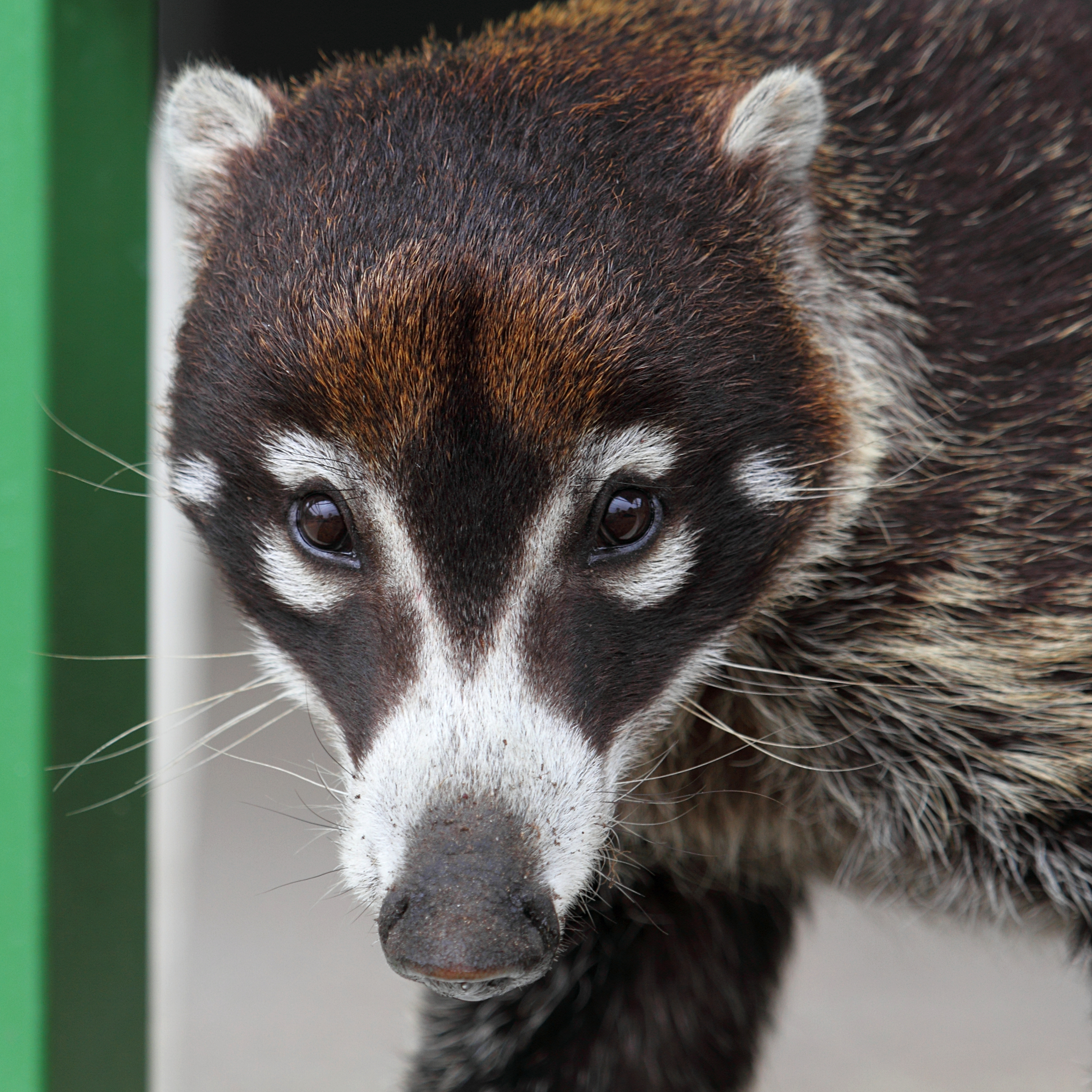
Face

### Anatomie

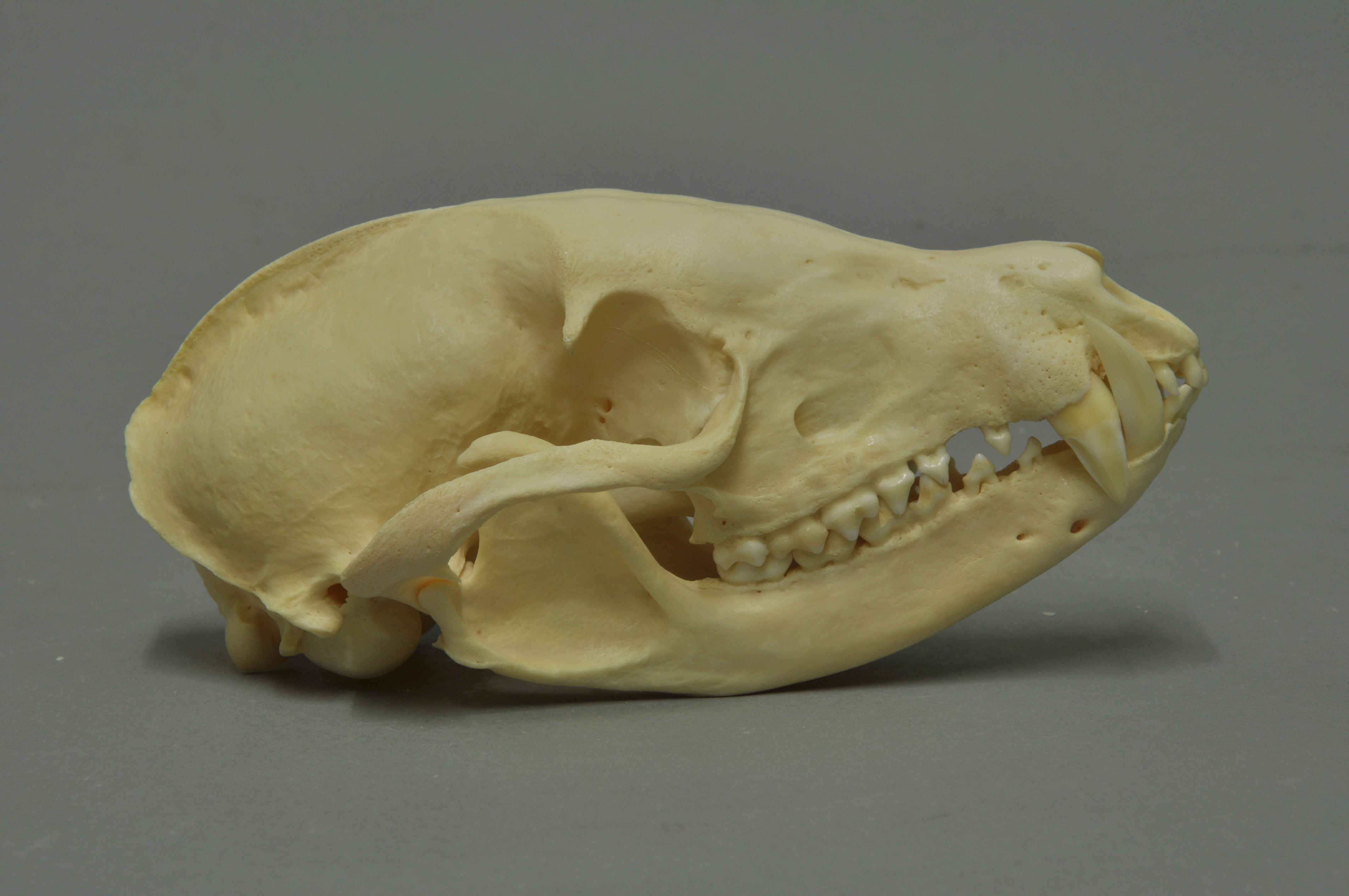
Crâne de Nasua narica
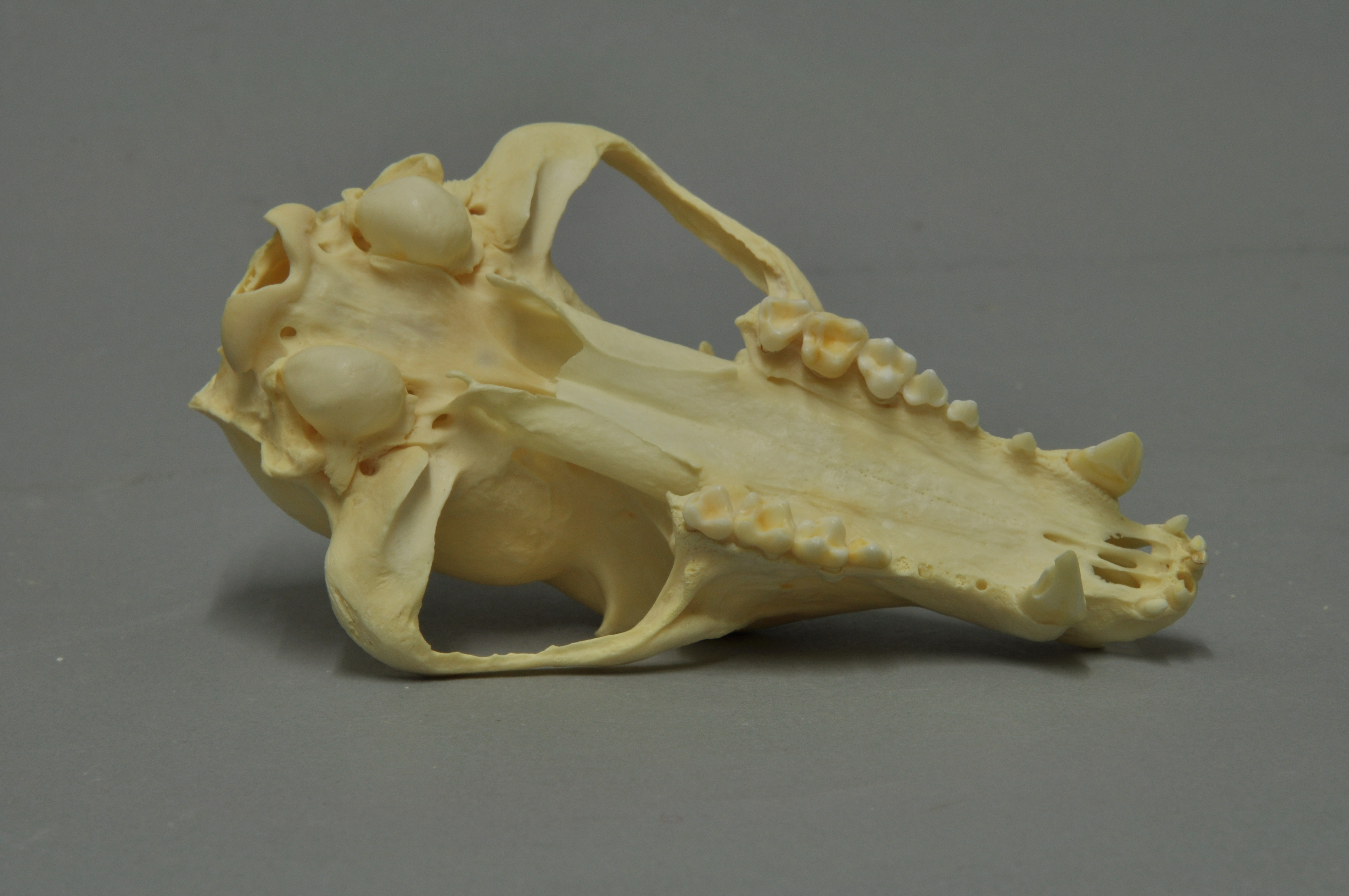
Mâchoire supérieure
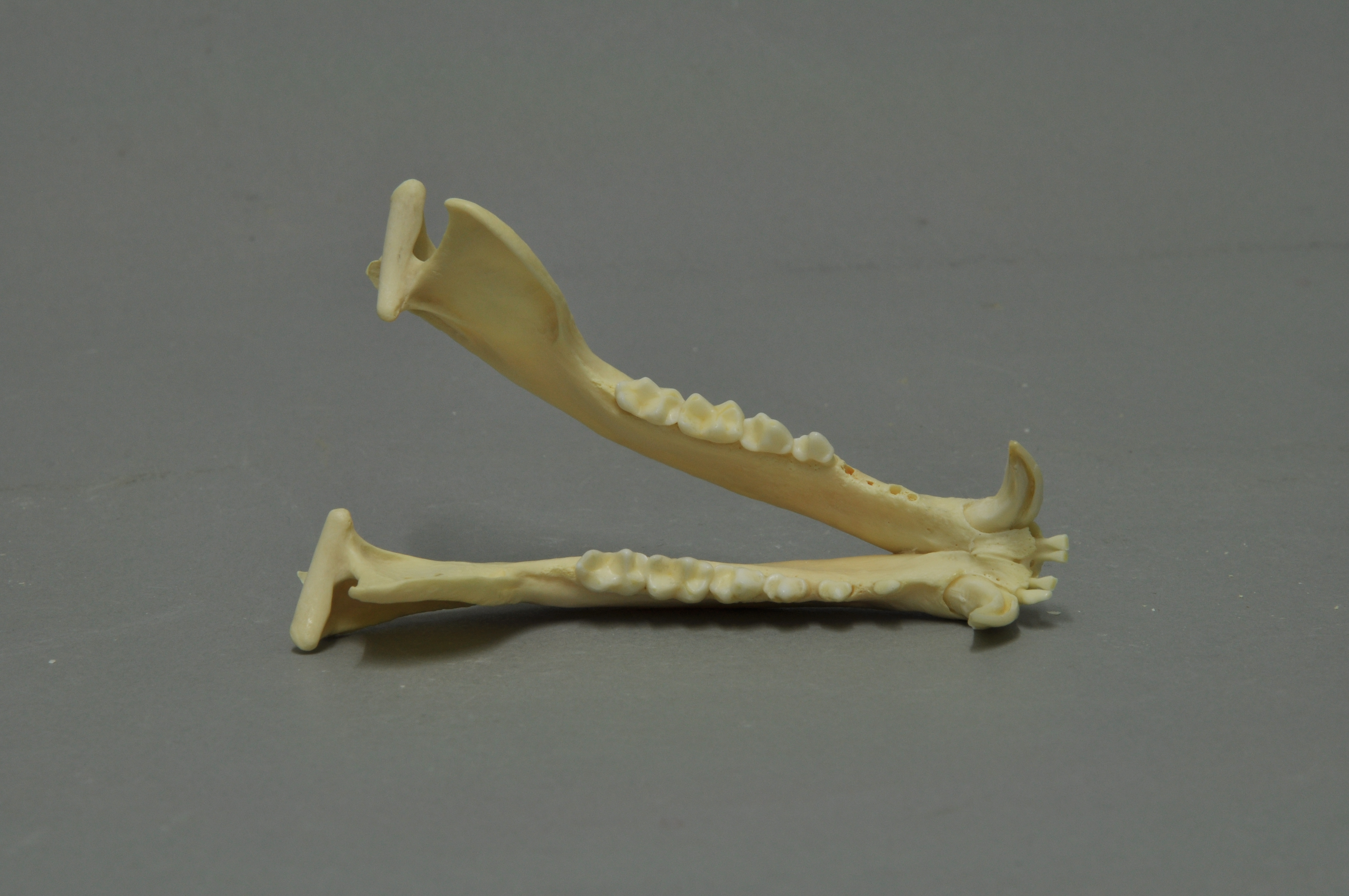
Mâchoire inférieure

## Comportement
Les coatis femelles vivent en groupe toute l'année tandis que les coatis mâles sont des solitaires. L'ensemble de l'espèce se retrouve tous les six mois pour la reproduction. Le coati pousse alors de longs cris stridents pour attirer son futur partenaire.

### Alimentation
Il est omnivore, appréciant les petits vertébrés, les fruits, les charognes, les insectes et les œufs. Il peut facilement grimper aux arbres, où la queue est utilisée pour l'équilibre, mais il recherche le plus souvent sa nourriture sur le sol. Ses prédateurs sont les boas, les rapaces, les félins, et les martres à tête grise (tolomucos).

### Comportement social

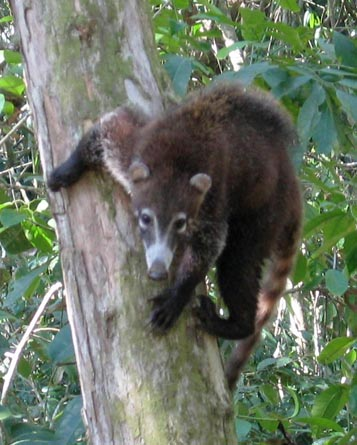
Le coati à nez blanc descend des arbres la tête la première (Costa rica)

D'un naturel curieux, le coati approche des maisons et n'hésite pas à venir visiter les poubelles. Amical, il peut se laisser approcher, voire toucher. Toutefois, son audace lui vaut souvent d'être chassé par les habitants. Il peut être domestiqué facilement et on a vérifié expérimentalement qu'il était très intelligent.

### Reproduction
Les portées, chez cette espèce, comptent en moyenne 4 ou 5 petits, qui naissent après environ 2 mois de gestation. Les petits pèsent en moyenne 140 g à la naissance. Ils atteindront leur taille adulte vers 14 ou 15 mois, mais ne seront mûrs sexuellement qu'à partir d'environ 2 ans. Le record actuel de longévité pour cette espèce a été atteint par un individu en captivité, qui a dépassé 26 ans.

## Classification

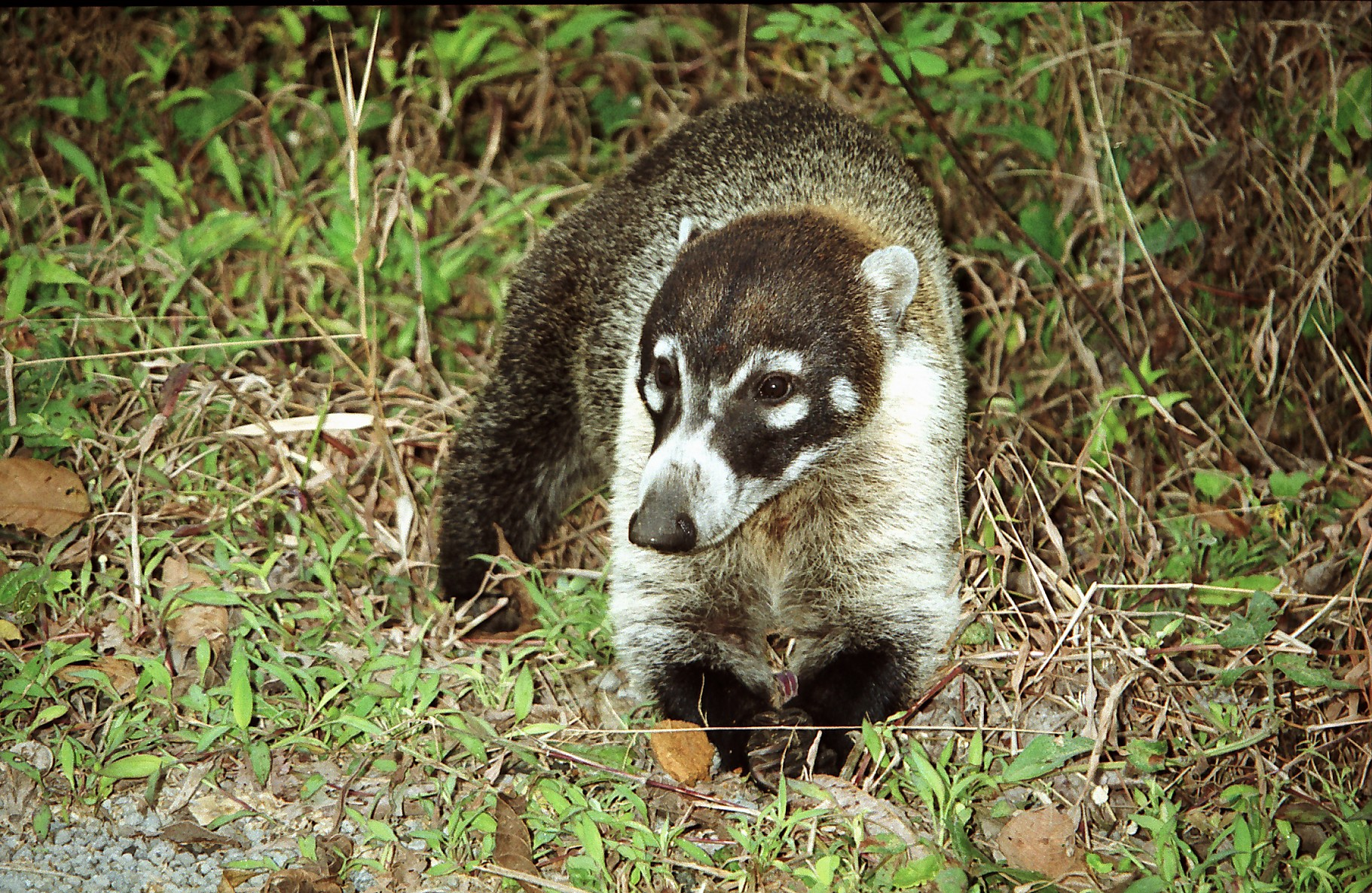
Coati à nez blanc sur les pentes du volcan Arenal au Costa Rica

Cette espèce a été décrite pour la première fois en 1766 par le naturaliste suédois Carl von Linné (1707-1778).

## Liste des sous-espèces
Selon Catalogue of Life (31 mars 2015) et Mammal Species of the World (version 3, 2005)  (31 mars 2015), ce mammifère est représenté par 4 sous-espèces :
- Nasua narica molaris Merriam, 1902 ;
- Nasua narica narica (Linnaeus, 1766) ;
- Nasua narica nelsoni Merriam, 1901 ;
- Nasua narica yucatanica J. A. Allen, 1904.

### Bases de référence
- (en) Animal Diversity Web : Nasua narica (consulté le 31 mars 2015)
- (en) Brainmuseum : Nasua narica (consulté le 31 mars 2015)
- (en) Catalogue of Life : Nasua narica (Linnaeus, 1766) (consulté le 16 décembre 2020)
- (fr + en) CITES : espèce Nasua narica (Linnaeus, 1766)  (+ répartition) (sur le site de l’UNEP-WCMC) (consulté le 31 mars 2015)
- (fr) CITES : taxon  Nasua narica (sur le site du ministère français de l'Écologie) (consulté le 31 mars 2015)
- (fr + en) ITIS : Nasua narica  (Linnaeus, 1766) (consulté le 31 mars 2015)
- (en) Mammal Species of the World (3e  éd., 2005) :  Nasua narica   Linnaeus, 1766 (consulté le 31 mars 2015)
- (en) North American Mammals : Nasua narica  (consulté le 31 mars 2015)
- (en) NCBI : Nasua narica (taxons inclus) (consulté le 31 mars 2015)
- (en) UICN : espèce Nasua narica Linnaeus, 1766 (consulté le 18 mai 2015)

### Autres liens externes
- N. narica sur AnAge
- N. narica sur Enature